# CS Turnu Severin
CS Turnu Severin byl rumunský fotbalový klub sídlící ve městě Drobeta-Turnu Severin. Byl založen v roce 2007. Zanikl v roce 2013, čímž v posledních dvou letech zanikl ve městě už druhý profesionální klub. Tím prvním byl FC Drobeta-Turnu Severin, založený v roce 1958.

## Historické názvy
- 2007 — CS Gaz Metan Severin
- 2012 — CS Turnu Severin

## Úspěchy
- Liga III ( 1x )
  - 2008/09

## Trenéři
| Jméno          | Nár.     | Od            | Do            |
| -------------- | -------- | ------------- | ------------- |
| Cosmin Bodea   | Rumunsko | červen 2011   | listopad 2011 |
| Florin Parvu   | Rumunsko | listopad 2011 | listopad 2011 |
| Marian Bondrea | Rumunsko | prosinec 2011 | srpen 2012    |
| Ionel Gane     | Rumunsko | srpen 2012    | září 2012     |
| Nicolò Napoli  | Itálie   | září 2012     | prosinec 2012 |
| Alex Palcu     | Rumunsko | leden 2013    | červen 2013   |